# СловоНово
Форум русской культуры в Европе «СловоНово» — независимый фестиваль современной русской культуры, проводимый ежегодно, начиная с 2018 года. Его вдохновителем и арт-директором является Марат Гельман. Постоянным местом проведения Форума остаётся комплекс Dukley Gardens в Будве, Черногория.
Среди участников писатели и поэты Борис Акунин, Михаил Шишкин, Людмила Улицкая, Лев Рубинштейн, Владимир Сорокин, Бахыт Кенжеев, Александр Кабанов, художники Виталий Комар, Дмитрий Врубель, Евгений Дыбский, режиссёры Виталий Манский, Сергей Ливнев, музыканты Борис Гребенщиков, Андрей Макаревич, Полина Осетинская. В Форуме также участвовали Гарри Каспаров, Сева Новгородцев, Артемий Троицкий, Леонид Парфёнов, Дмитрий Крымов, Вениамин Смехов и другие.
В рамках Форума проходят выставки, музыкальные концерты, премьерные показы фильмов, встречи с писателями, поэтические чтения, круглые столы на актуальные темы.

## Концепция
Форум собирает под своей эгидой видных русских, русскоязычных писателей, художников, музыкантов, режиссёров, журналистов, предпринимателей, которые полностью или частично живут и работают за пределами России. Цель фестиваля «СловоНово» — показать, что современная русская культура стала неотъемлемой частью мировой культуры. Основатель форума Марат Гельман говорит о «СловоНово»: «У нашего форума исключительно культурные задачи и амбиции. Новая волна русских в Европе уже не является эмигрантами. Писатели, художники участвуют достаточно активно и в российской художественной жизни, но в то же время интегрированы в европейскую культурную жизнь». Говоря об участниках форума Гельман подчёркивает, что «большинство из них обустраивают русскую культурную жизнь там, где теперь живут. Да, мы меньше следим за событиями в России, зато создаём их вне её — фестивали, выставки, чтения, шоу, галереи, магазины, издания. Участники форума — не просто эмигранты, это новые европейцы, американцы, израильтяне, живущие в культуре, главный знак которой — русский язык».
Структура форума построена на презентациях «русских» городов ближнего и дальнего Зарубежья. Неотъемлемой частью форума стала программа «Руссофилия», её участниками являются люди, которые не имеют русского происхождения, но любят, профессионально занимаются продвижением или изучением русской литературы, музыки и искусства. Форум проходит в Dukley Gardens — локации, спроектированной берлинским архитектором русского происхождения Сергеем Чобаном на берегу моря, среди парка скульптур.

## История

### 2018
Первый форум «СловоНово» состоялся в Будве 21—27 сентября 2018 года.
Среди событий фестиваля:
- Вернисажи художников Дмитрия Врубеля и Виктории Тимофеевой, Владимира Дубосарского, Евгения Дыбского, Марии Князевой-Троцки и др.
- творческий вечер Бориса Акунина.[6]
- творческий вечер Людмилы Улицкой.[7]
- творческий вечер Михаила Шишкина.[8][9]
- творческий вечер Владимира Сорокина.
- концерты Бориса Гребенщикова, Андрея Макаревича.[10][11]
- поэтические чтения Льва Рубинштейна, Александра Кабанова, Тимура Кибирова, Александра Дельфинова и др.[12]
- выставка русских художников проживающих в Черногории «Ide na more»: Матвей Крылов, Павел Брат, Виктор Фрейденберг, Ариадна Арендт, Люба Иванова, Катерина Военкова, Егор Ежиков, Людмила Белова, Анатолий Винтер и др.
- выставка графики и писем, рукописей Давида Бурлюка и Людмилы Кузнецовой — куратор Евгений Деменок.
- презентации «Русский Лондон», «Русский Париж», «Русский Берлин», «Русский Бонн», «Русская Прага», «Русская Вена», «Русский Таллинн».
- круглый стол: «Продюсирование русских проектов в Европе» с участием Марата Гельмана, Артемия Троицкого, Александрины Маркво и др.[13]
- показ фильма «Ван Гоги» Сергея Ливнева.
- встреча с режиссёром Виталием Манским (фестиваль документального кино фестиваля Артдокфест в гостях у СловоНово).

### 2019
В 2019 году форум «СловоНово» проходил с 20 по 28 сентября 2019 года.
Среди событий фестиваля:
- вернисажи художников Дмитрия Гутова, Дмитрия Врубеля, Виктории Тимофеевой, Виталия Комара, Юрия Гордона, Арсена Савадова, Александра Сигутина, Екатерины Марголис, Аркадия Троянкера, Владимира Козина, Семёна Файбисовича, арт-группы «Синие носы» и др.
- совместное выступление Полины Осетинской и Людмилы Улицкой.
- творческий вечер Михаила Шишкина.[14]
- конференция «Руссофилия: трудно ли любить Россию» с участием Марека Пригоды, Бориса Райтшустера, Томаша Гланца и др.
- дискуссия «Философское осмысление истории России» с участием эссеиста Андрея Великанова, руководителей Центра Бориса Немцова в Карловом университете Александра Морозова и Марека Пригоды, философа Петра Щедровицкого.
- лекция Гарри Каспарова.[15]
- Презентация Андреем Левкиным книги «Кёльнское время», архива поэта Алексея Парщикова, изданного издательством НЛО.[16]
- круглый стол «Русский писатель как посол русской культуры — мы не в изгнании, а в послании». Среди участников Михаил Шишкин и Владимир Каминер.
- выступление Сергея Невского о русских композиторах в Европе.
- читка новой пьесы Иваном Вырыпаевым.
- поэтические чтения Веры Павловой, Бахыта Кенжеева, Александра Кабанова, Орлуши и др.
- концерт Бориса Гребенщикова.[17]
- выступление ветеранов русской службы Би-би-си Зиновия Зиника и Севы Новгородцева.
- концерт Псоя Короленко.[18]
- показ фильмов Елены Якович «Навсегда отстегните ремни», Александра Смолянского о художнике Оскаре Рабине, Игоря Минаева и Ирины Дюпор «Голубое платье».
- сессии «Русская Венеция», «Русский Лос-Анджелес», «Русский Париж», «Русская Рига», «Русский Хельсинки», «Русский книжный Израиль».
- презентация писателем и историком искусства Евгением Деменком своего собрания «Соня Делоне. Парижанка из Одессы».

### 2020
В 2020 году фестиваль «СловоНово» из-за пандемии коронавируса и закрытых границ прошёл в изменённом формате с ограниченным числом участников и событий.

### 2021
В 2021 году форум «СловоНово» проходил с 24 по 30 сентября 2021 года.
В программе Форума были вернисажи, открытые дискуссии на круглых столах, поэтические вечера, выступления писателей, концерты.
Среди участников были писатели Михаил Шишкин, Людмила Улицкая, Сергей Соловьёв, Виктор Ерофеев, поэты Лев Рубинштейн, Вера Павлова, Бахыт Кенжеев, Орлуша, Александр Дельфинов, Юлий Гуголев, Сергей Гандлевский, Борис Херсонский, Томас Венцлова, художники Виталий Комар, Семён Файбисович, Андрей Бильжо, Екатерина Марголис, Дмитрий Цветков, Владимир Цеслер, Наталья Корчёмкина, Инна Рогова, музыканты Полина Осетинская, Псой Короленко, Андрей Макаревич, Светлана Бень (Бенька), кинематографисты Виталий Манский, Борис Гуц, Светлана Родина и Лоран Ступ.

### 2022
В 2022 году выездной форум «СловоНово» проходил с 16 по 20 мая в Тель-Авиве.
В программе форума были вернисажи, открытые дискуссии на круглых столах, поэтические вечера, выступления писателей, концерты. Вторжение России в Украину было магистральной темой многих событий в рамках форума.
Среди событий фестиваля:
- Программным для форума стало выступление писателя Михаила Шишкина «Литература во времена фашизма»[21].
- Круглый стол «ЗА ВАШУ И НАШУ СВОБОДУ: солидарность с Украиной.» Участники: Илья Пономарёв, Юрий Володарский, Марат Гельман, Сергей Кузнецов.
- Круглый стол «ЗА ГРАНИЦЕЙ ИЛИ ЗА ГРАНЬЮ? Культура в новой реальности: вопросы интеграции.» Участники: Ирина Прохорова, Николай Александров, Аркадий Майофис, Сергей Кузнецов.
- Круглый стол «КУЛЬТУРУ НЕ ОТМЕНИТЬ: мировая повестка — за и против.» Участники: Михаил Шишкин, Игорь Цуканов, Кира Долинина, Станислав Белковский.
- Вернисажи художников Александра Меламида, Павла Вольберга, Михаила Гробмана, Андрея Бильжо, Константина Беньковича, Семёна Файбисовича.
- Поэтические чтения Льва Рубинштейна, Бахыта Кенжеева, Владимира Гандельсмана, Игоря Иртеньева, Орлуши, Александра Дельфинова, Веры Полозковой и др.
- Концерты Полины Осетинской, Псоя Короленко, Бориса Гребенщикова.
- Авторская читка пьесы Дмитрия Крымова «КОСТИК».
- Показ фильмов Леонида Парфёнова, Елены Якович, Лидии Морозовой, Юлии Шалгалиевой, Никиты Ефимова, Марии Фалилеевой, Александра Матвеева, Виталия Акимова, Светланы Стасенко, Виталия Манского, Владимира Кара-Мурза (мл).
- Представление проекта «True Russia» Олегом Радзинским.
- Презентация книги Леонида Невзлина «ОСТАВАЯСЬ В МЕНЬШИНСТВЕ».
- Поэтическая секция «РУССКОЯЗЫЧНАЯ ПОЭЗИЯ ИЗРАИЛЯ: здесь и сейчас».
- Презентация книги «Понятые и свидетели», сборника стихов, написанных за первые месяцы войны.
- Авторский вечер Вениамина Смехова.

Tрадиционный осенний форум «СловоНово» в 2022 году проходил с 24 по 30 сентября в Будве.
В программе форума были вернисажи, открытые дискуссии на круглых столах, поэтические вечера, выступления писателей, концерты. Война в Украине была центральной темой событий и дискуссий в рамках форума.
- Круглый стол «Русскоязычные медиа за рубежом» (Дождь, Настоящее время, Зима (Лондон), DW, Новая Газета Европа, Утро Февраля). Участники: Анна Монгайт, Кирилл Мартынов, Борис Банчевский, Александр Морозов.
- Круглый стол «Параллельная Россия — метавселенная и экосистема. Кризис старых иерархий и социально-экономические структуры будущего.» Участники: Станислав Белковский, Андрей Мовчан, Демьян Кудрявцев, Владимир Ашурков, Валентин Завадников.
- Круглый стол «Послевоенные университеты: как спасти академические свободы, студентов и преподавателей.» Участники Александр Морозов, Виктория Полторацкая, Ксения Лученко, Кирилл Мартынов.
- Круглый стол «Германия после нацизма. Опыт преодоления». Участники: Дмитрий Окрест, Арнольд Хачатуров, Андреас Умланд, Феликс Рифер, Александр Морозов.
- Круглый стол «Пути переосмысления. Колониализм и имперскость русской культуры?» Участники Александр Дельфинов, Антон Долин, Иван Вырыпаев, Александр Гаврилов.
- Круглый стол «ПолитПросвет на СловоНово. Новая номинация премии Просветитель.» Ксения Лученко, Александр Гаврилов, Марат Гельман, Александра Ливергант.
- Круглый стол «Школа во время войны» Александр Гаврилов, Сергей Кузнецов, Владимир Шмелёв, Михаил Огер, Александра Ливергант.
- Вернисажи художников Александра Меламида, Андрея Бильжо, Александра Ройтбурда, В. Цаголова, группы «Мир» (И. Гусев и С.Ануфриев), А.Гнилицкого, А.Савадова, И.Чичкана, Н.Мурашкина, М.Шубина, О.Тистол, Г.Острецова и др.
- Поэтические чтения Льва Рубинштейна, Бахыта Кенжеева, Орлуши, Александра Дельфинова, Юлия Гуголева, Веры Павловой, Томаса Венцлова и др.
- Выступления писателей Виктора Ерофеева, Сергея Соловьёва, Армена Захаряна и др.
- Концерты Бориса Гребенщикова, Pussy Riot, Герберта Моралеса и Балкан Джа Дивижн и др.
- Авторская читка пьесы Ивана Вырыпаева.
- Виталий Манский представил программу короткометражных фильмов фестиваля АРТДОКФЕСТ.
- Антон Долин представил фильм «Нос» режиссёра Андрея Хржановского и выступил с лекцией «Кино как сопротивление: иранский опыт и российская практика».
- Презентация второго тома сборника «Понятые и свидетели. Хроники военного времени».
- Авторский вечер Вениамина Смехова.
- Полина Осетинская и Михаил Шишкин провели музыкально-литературный вечер, посвящённый Рахманинову «Сперва смерть, потом жизнь».[22]

## Отзывы
- «Побывал на фестивале „СловоНово“, устроенном человеком-бульдозером Маратом Гельманом. Марат преодолел все препятствия, своротил горы и сделал почти невозможное: собрал на берегу моря кучу интересных деятелей русской культуры — в основном тех, кто сегодня живёт не в России или не только в России (хотя большинство, включая и меня, предпочли бы находиться у себя дома). Все три дня у меня в голове вертелось гамлетовское „Прошу сравнить вот эти два портрета“. Потому что вокруг себя я видел одни соотечественные лица (они слева), а в сводках мировых новостей — совсем другие (те, что справа). И думал, что есть две России: нормальная и ненормальная, но всё так перекосилось, что мир в основном любуется деятелями со второй картинки и уже начинает считать нормальной, настоящей вот такую Россию. Фестиваль „СловоНово“, среди прочего, затеян и для того, чтобы перебить эту дурную тенденцию. Потому что Россия переболеет всей этой мутью и выздоровеет. Лица с правой картинки сгинут и забудутся, с левой — останутся»[6] — Борис Акунин.

- «Только что вернулся с фестиваля СЛОВОНОВО, который Марат Гельман делает в Черногории. В культурный слой такой плотности я ещё не попадал: Акунин, Сорокин, Улицкая, Кабанов, Цветков, Кибиров, Шишкин, Врубель, Банков, Рубинштейн, Андрианов, БГ, Манский — это я вспоминаю навскидку, поэтому далеко не все. Выставки, встречи, просмотры фильмов… С большой печалью думаю, что каких-нибудь четыре года назад такое событие вполне могло состояться в Москве. Или в Казани. Или в Перми»[11] — Андрей Макаревич.

- «В 21 веке Атлантида русской культуры опустилась на дно. Люди разъехались, расселились на разбросанных по всему миру островках — архипелаг русской культуры. Очень важно собраться хоть раз в год на одном островке, собраться вместе и снова ощутить себя этой Атлантидой, почувствовать, что мы есть, что русская культура продолжается, мы её творим»[23] — Михаил Шишкин.

- «Фестиваль получился великолепный. Трудно даже сравнить с чем-то за пределами РФ за все постсоветские 25 лет. Были „Русские дни“ в Лондоне, были крупные русские конференции, но вот такого „места встречи“, такой домашней атмосферы — этого, пожалуй, не было еще. Культура может и не говорить о политике, она сама есть политика, если в руках ключи. У Гельмана все получилось лучшим образом, то, что он делает, вызывает уважение»[1] — Александр Морозов.
- «Альманах отразит СловоНово на бумаге. Убежден, что инициатива Марата Гельмана — форум свободной культуры — достойна этого. Первое, подбор авторов изначально интересный. А второе, что тоже важно, у меня есть чувство, что возникла пульсация новой литературы. Она связана и с обострением политических несчастий, и с войной России против Украины. Новое появилось на грани времен: довоенного и военного»[24] — Виктор Ерофеев.

## Сотрудничество
Информационную поддержку форума осуществляют Deutsche Welle, Ost-West, русскоязычный журнал в Лондоне «Зима», газета Vijesti, Настоящее время, интернет-журнал «Швейцария для всех».